# Lex Lang
Lex Lang (født 12. november 1965 i Californien, USA) er en amerikansk tegnefilmsdubber. Han er kendt som stemmen bag både WarGreymon, Omnimon og Cyberdramon i Digimon, Atomic Skull i Justice League Unlimited, og har været stemmen bag Doctor Neo Cortex i Crash Bandicoot-spillene siden Crash Twinsanity.